# 毛納基山天文台
茂納凱亞山天文台坐落在美國夏威夷群島大島上中北部的休眠火山茂納凱亞火山 4200米處，海拔4200米，是世界著名的天文學研究場所。所有的設施都在茂納凱亞山的科學保留區，佔地500英畝，被特別稱為「天文園區」的土地內。天文園區在1967年設立，由夏威夷大學的管理處承租該區土地，並且由11個國家合作在科學與技術上投資了20億美元。天文園區位於對夏威夷文化有歷史意義的土地上，成為歷史保存行動要保護的土地，因為夏威夷的歌謠歷史故事稱茂納凱亞山是孕育夏威夷人的大地之母所在地。他的高度和孤立在太平洋的中央，使毛納基山成為在地球上進行天文觀測很重要的陸上基地，對次微米、紅外線和光學，都是理想的觀測地點。在仰角上的統計，顯示在光學和紅外線上都有很好的影像品質，例如，加法夏望遠鏡一般都有0.43秒角的解析度。
為讓研究人員能適應環境，在海拔2,835米（9,300英尺）處建立了天文學家中心，並為訪客在2,775米（9,200英尺）建立了遊客中心。茂納凱亞山頂含氧量低/約平地一半，科學家或訪客都必須在此處停留至少30分鐘，以能在抵達山頂前先適應高山的環境。

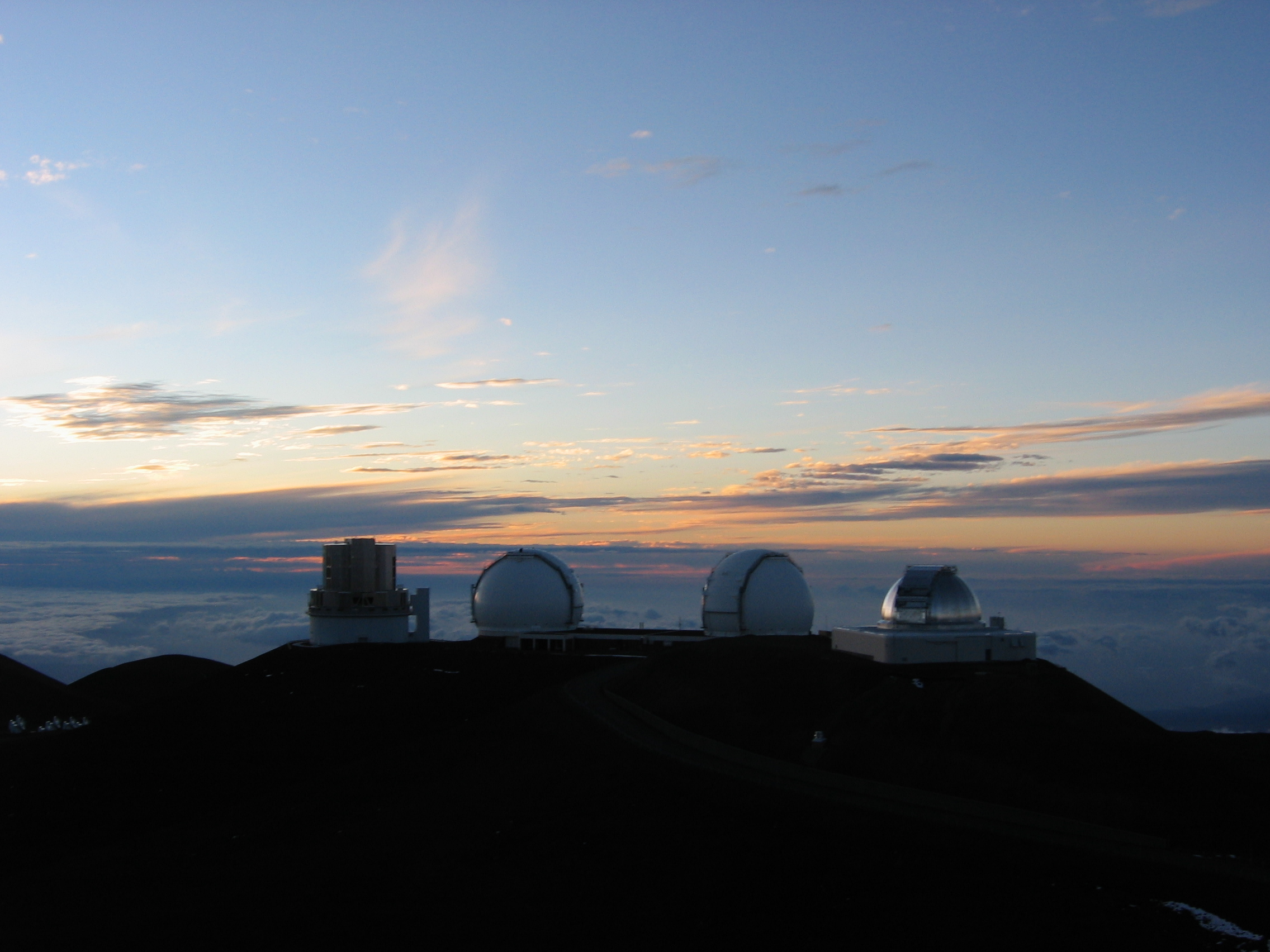
莫納克亞山凱克天文台

## 望遠鏡
在毛納基山的頂峰可以看見各國政府與機構各種各樣的望遠鏡，夏威夷大學在此地就有兩架直屬的望遠鏡，總共有12座天文台在山頂或鄰近的地區上。
毛納基山天文台于1964年在有影响力的美国天文学家杰拉德·柯伊伯（Gerard Kuiper）的倡导下奠基。一架用于研究行星的2.2米反射望远镜于1970年建成投入观天。之后成为世界上最重要的、专门进行红外观测的望远镜群体的基地。三架大型反射望远镜于1979年投入使用，它们是英国的3.8米红外望远镜（UKIRT）、3.6米加拿大-法国-夏威夷望远镜（CFHT）和美国国家航空航天局的3米红外望远镜（NASA IRTF）。此外，一架15米用于亚毫米波和毫米波的英国-荷兰望远镜已于1980年代建成，另一架属于加利福尼亚理工学院和加利福尼亚大学联合研制的10米多镜望远镜——凯克望远镜——于1992年在冒纳凯阿建成。它是世界上最大的反射望远镜，兼用于光学波段和红外波段的观测。另一架凯克望远镜于1996年开始运作。由于冒纳凯阿的观测条件是所有地基天文台中最好的，所有它成为许多大型望远镜的基址。该处的海拔高度比其他大型天文台高出近一倍，位于40%的地球大气之上，因而阻碍遥远星光通过的大气层薄。局域的天气独特性以及大部分多数夜空晴朗、宁静而且无云。高海拔和极其乾且净的空气，使之成为观测发射远红外波段辐射（该辐射易被大气中的水蒸气所阻挡）的天体的理想基址。
- 加州理工學院次毫米天文台（Caltech Submillimeter Observatory, CSO）：加州理工學院，2015年停用
- 加法夏望遠鏡（Canada-France-Hawaii Telescope, CFHT）：加拿大、法國、夏威夷大學
- 雙子北望遠鏡：美國、英國、加拿大、智利、澳大利亚、阿根廷、巴西
- 美國國家航空暨太空總署紅外望遠鏡設施（Infrared Telescope Facility, IRTF）：美國國家航空暨太空總署（NASA）
- 詹姆士·克拉克·麥斯威爾望遠鏡（James Clerk Maxwell Telescope, JCMT）：中國、日本、韓國、中華民國、泰國
- 「昴」望遠鏡（Subaru）：日本國立天文台
- 次毫米波陣列望遠鏡（Sub-Millimeter Array, SMA）：中華民國、美國
- 英國紅外線望遠鏡（United Kingdom Infrared Telescope, UKIRT）：英國
- 夏威夷大學88英吋望遠鏡（UH88）：夏威夷大學
- 夏威夷大學希羅校區教育望遠鏡（UH Hilo Educational Telescope, Hoku Ke'a）：夏威夷大學希羅校區
- 超長基線陣列（Very Long Baseline Array, VLBA）的其中一座接收器：美國
- 凱克天文台（W. M. Keck Observatory）：加利福尼亞天文學研究協會

## 2006年夏威夷地震
2006年10月15日的夏威夷地震和餘震造成一些望遠鏡受到輕微的損害。JCMT設置的傾斜感測器執行和紀錄了這次的地震。雖然加法夏望遠鏡和凱克望遠鏡在10月19日就上線恢復工作，但是凱克直到2007年2月28日才能完全正常運作。

## 外部連結

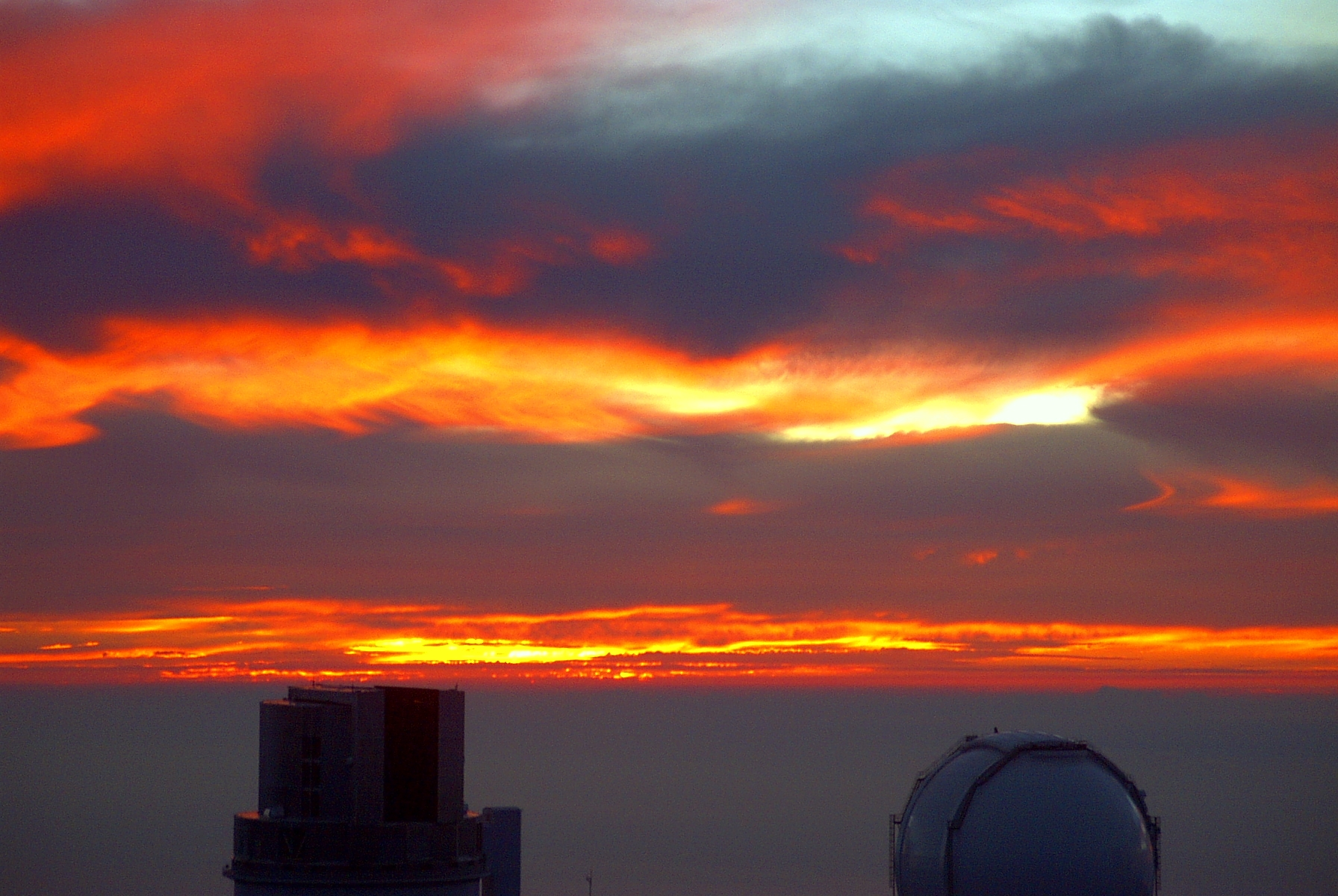
毛納基峰的日落

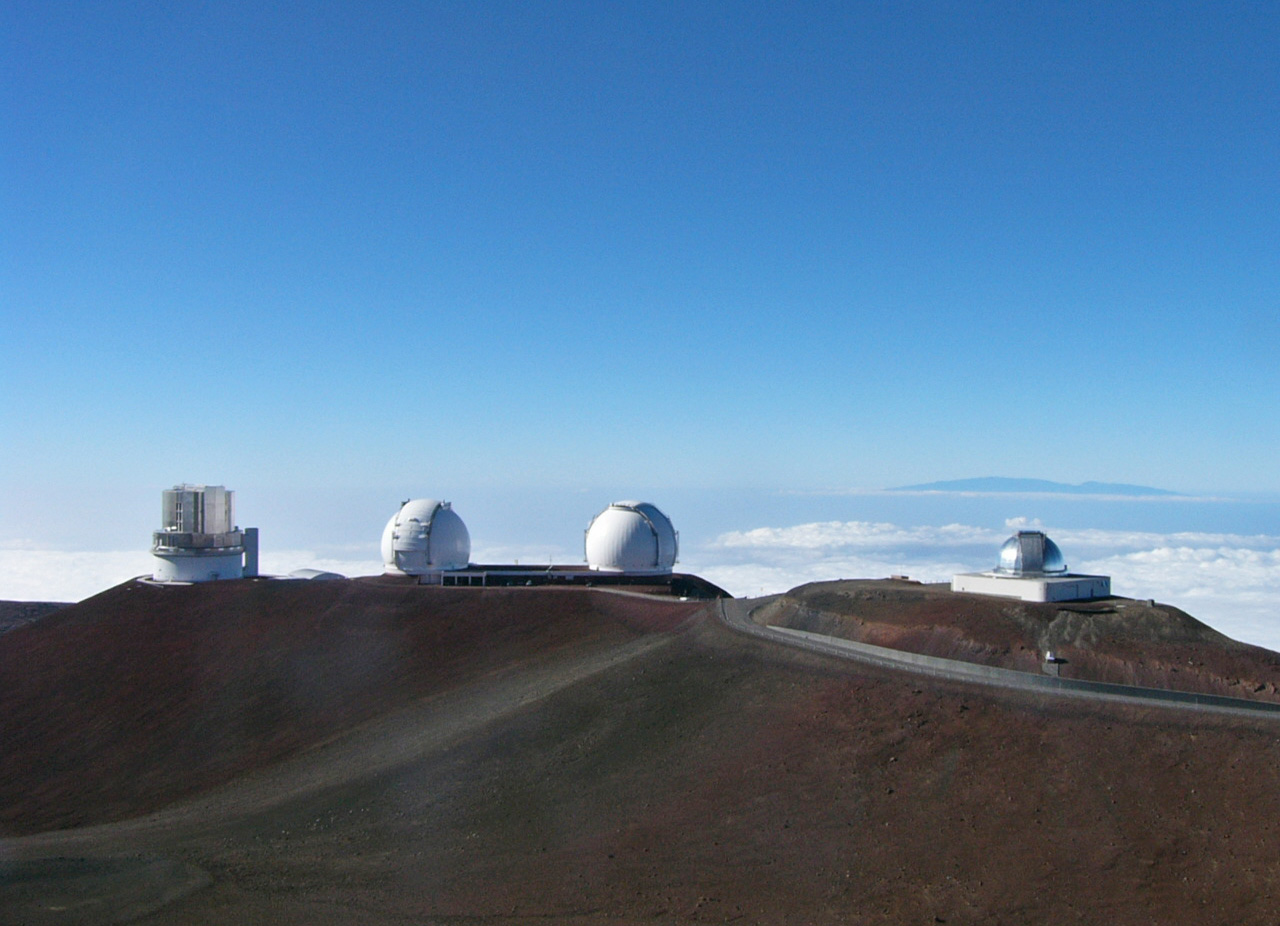
「昴」望遠鏡、凱克I、II和NASA的紅外線望遠鏡。

- Mauna Kea Observatory web page （页面存档备份，存于）
- Mauna Kea webcams （页面存档备份，存于）
- Weather forecast for Mauna Kea summit （页面存档备份，存于）
- Mauna Kea Observatory （页面存档备份，存于） on wikimapia
- Mauna Kea Observatory visitors center and astronomer accommodation （页面存档备份，存于） on wikimapia